# Glumina (Neum)
Pour les articles homonymes, voir Glumina.
Glumina (en cyrillique : Глумина) est un village de Bosnie-Herzégovine. Il est situé dans la municipalité de Neum, dans le canton d'Herzégovine-Neretva et dans la fédération de Bosnie-et-Herzégovine. Selon les premiers résultats du recensement bosnien de 2013, il compte 60 habitants.

## Histoire
Sur le territoire du village se trouve la nécropole de Međugorje qui abrite 62 stećci, un type particulier de tombes médiévales ; cet ensemble est inscrit sur la liste des monuments nationaux de Bosnie-Herzégovine.

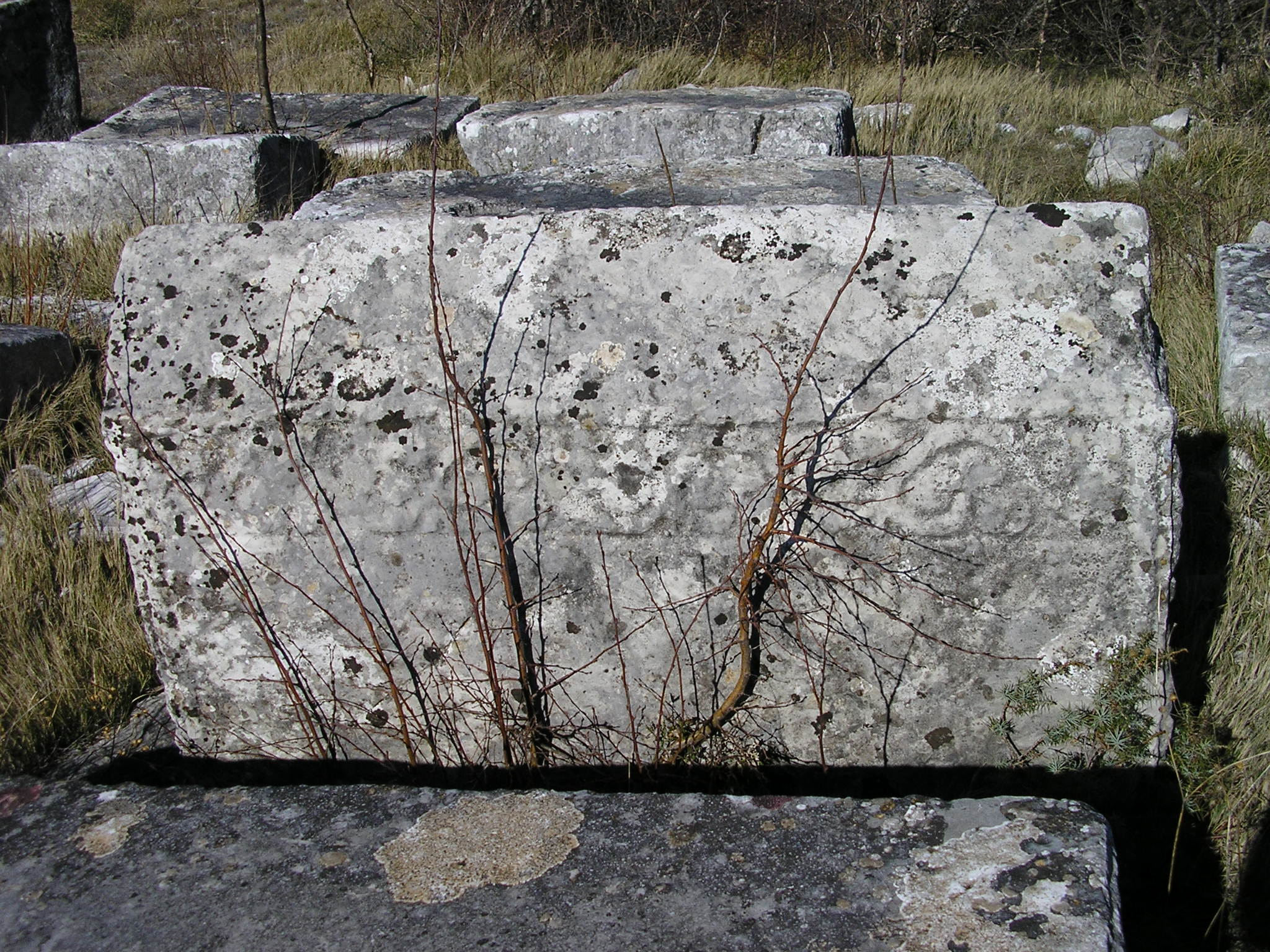
Un stećak dans la nécropole de Međugorje

## Démographie

### Évolution historique de la population
| 1948 | 1953 | 1961 | 1971 | 1981 | 1991 | 2013 |
| ---- | ---- | ---- | ---- | ---- | ---- | ---- |
| -    | -    | 230  | 164  | 97   | 58   | 60   |

|  |

### Répartition de la population par nationalités (1991)
En 1991, les 58 habitants du village étaient tous croates.